# Relleu de les Amazones
El Relleu de les Amazones és un fragment esculpit conservat al Museu de Sant Ramon de Tolosa de Llenguadoc, trobat en aquesta ciutat i probablement datat de l'Alt Imperi romà.

## Història de l'obra
Aquesta peça forma part d'un conjunt de fragments trobats al segle XVII al llit de la Garona a l'alçada de la calçada del Basacle a Tolosa, durant una forta baixada de les aigües. Es diu que prové de la demolició d'edificis antics i que es va reutilitzar al segle XII per a fer la carretera.
Aquest relleu devia formar part d'un monument. Al principi es va atribuir a un temple dedicat a Minerva, fins que Michel Labrousse va indicar que era la decoració d'un gran altar. Hui es considera més aviat un element d'un gran monument funerari, amb el tema de les amazones possiblement evocant el pas de la vida a la mort.
Un altre fragment descobert el 1863 a la Prada dels Filtres de Tolosa del Llenguadoc, conservat al Museu de Sant Ramon, podria haver pertangut a aquest mateix monument: un bloc esculpit que duu una inscripció funerària i les petjades d'una estàtua que l'havia de coronar.

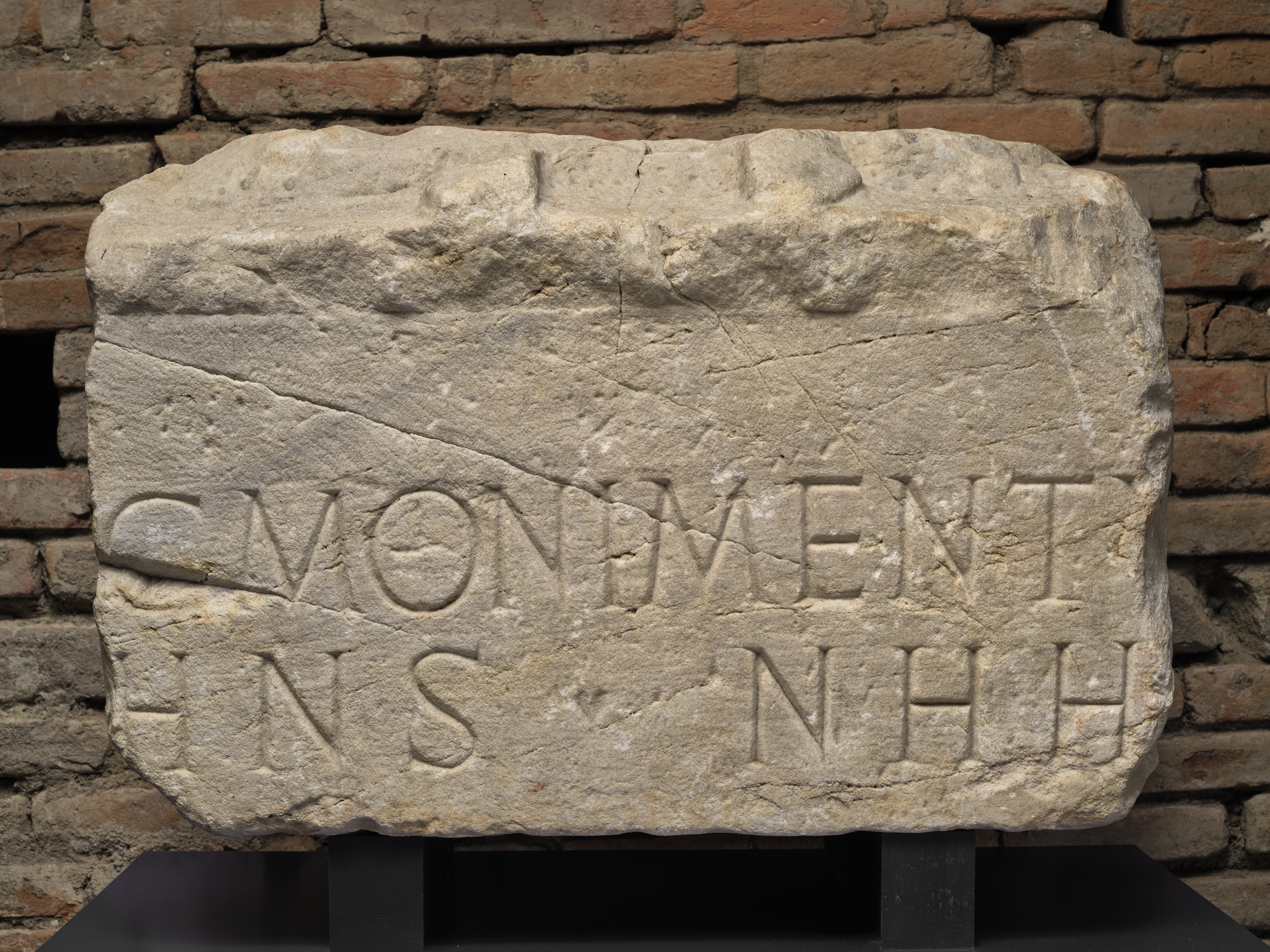
Base d'una estàtua amb una inscripció (inv. Ra 15)

Després del seu descobriment al 1609, aquests blocs arquitectònics s'empraren com a espolia en la construcció del moll amb vistes a la Prada dels Filtres. Jean-Pierre Rivalz, durant una visita al lloc, se n'emportà alguns blocs, inclòs el Relleu de les Amazones, del regidor Germain de Lafaille, per col·locar-los al seu jardí privat.

El relleu al jardí de Rivalz

| « | Aquests quatre bocins d'escultura, trobats al Garona, entre el pont i la calçada de Basacle, els donà a J.-Pierre Rivalz, el meu avi, M. de la Faille, autor dels "Annales de Toulouse", que li va dir que el 1609, en haver-se trencat la calçada de Basacle, es van descobrir les ruïnes d'un edifici molt gran al llit del riu, columnes, cornises, baix relleus, capitells, frisos carregats d'ornaments... Jean-Pierre Rivalz va aprendre que els fonaments del mur del moll que va del pont a la porta de Muret s'havien fet amb tots aquests blocs de marbre trobats al Garona. | » |
| — Pierre Rivalz, Différents morceaux antiques que l'on voit à Toulouse chez M. Rivalz, professeur de l'Académie royale des arts | |   |

## Descripció
Aquest bloc, fet de marbre gris amb cristalls, formava part d'un grup d'uns tres elements semblants per a evocar tota l'escena, els personatges de la qual són fets quasi a mida real.
N'hi ha tres figures, dues amazones i un home. A la dreta, la primera amazona es representa com un bust, ara amb el cap mutilat i un quitó que mostra el pit dret. El braç esquerre sembla sostenir una pelta, i la mà dreta devia dur una espasa d'estil grec.

L'amazona del costat esquerre també duu un quitó, que sembla estar en moviment. Colpeja un home que porta un clàmide, el cap malmés del qual deu haver estat de perfil. L'amazona devia sostenir una arma a la mà dreta aixecada, a punt per atacar l'enemic.

Gravats de Germain Chambert en Alexandre Du Mège, Monuments religiosos dels Volces-Tectosages (1814)
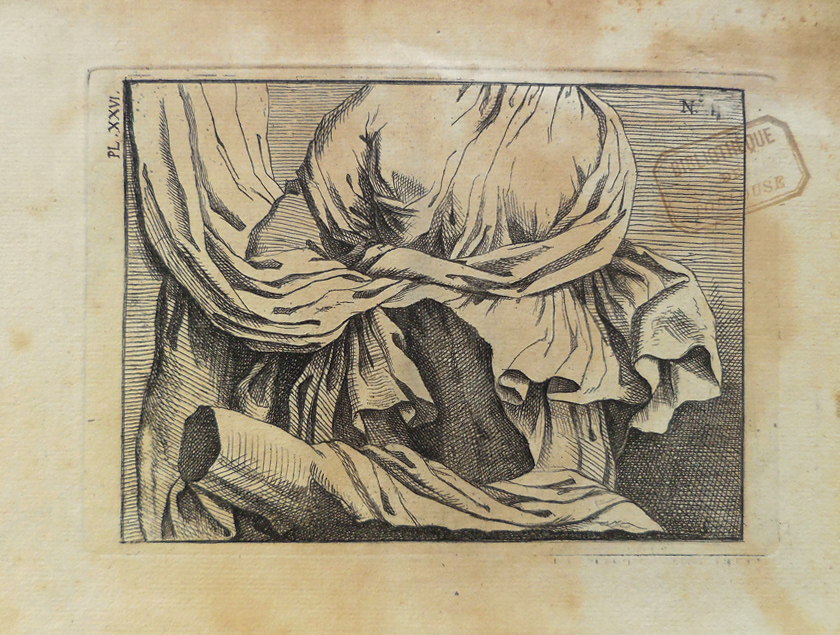
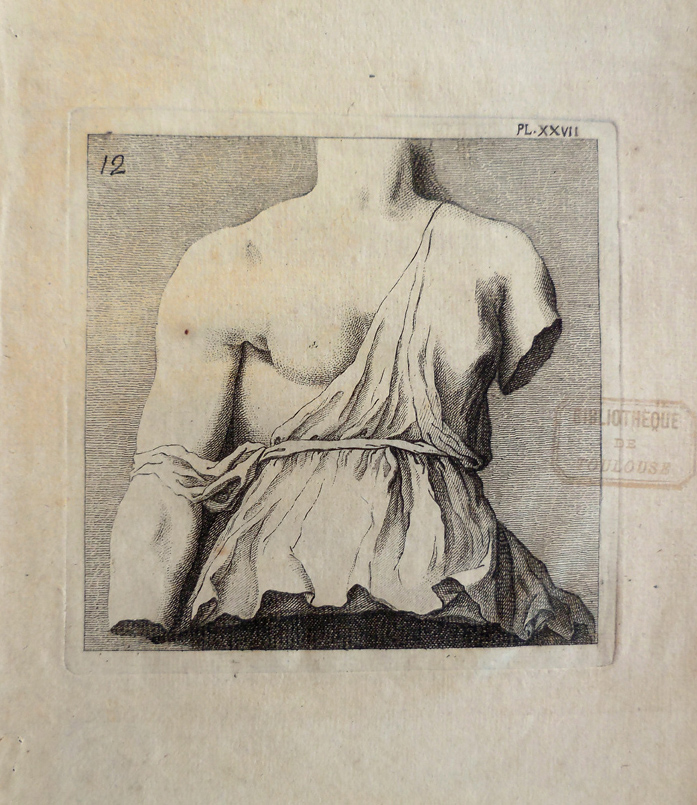

Les figures esculpides en alt relleu destaquen del fons pla per un anell esculpit en el marbre.

Aquesta escultura romana reprén un tema freqüent en l'escultura grega clàssica, el de  de l'amazonomàquia, la lluita de les amazones contra els grecs, com els dels frisos del Temple d'Apol·lo (Figàlia) o en els del Mausoleu d'Halicarnàs. El relleu també s'ha comparat amb l'Amazona ferida, una còpia dels originals de Fídies (cos) i Policlet (cap) conservats als Museus Capitolins de Roma.

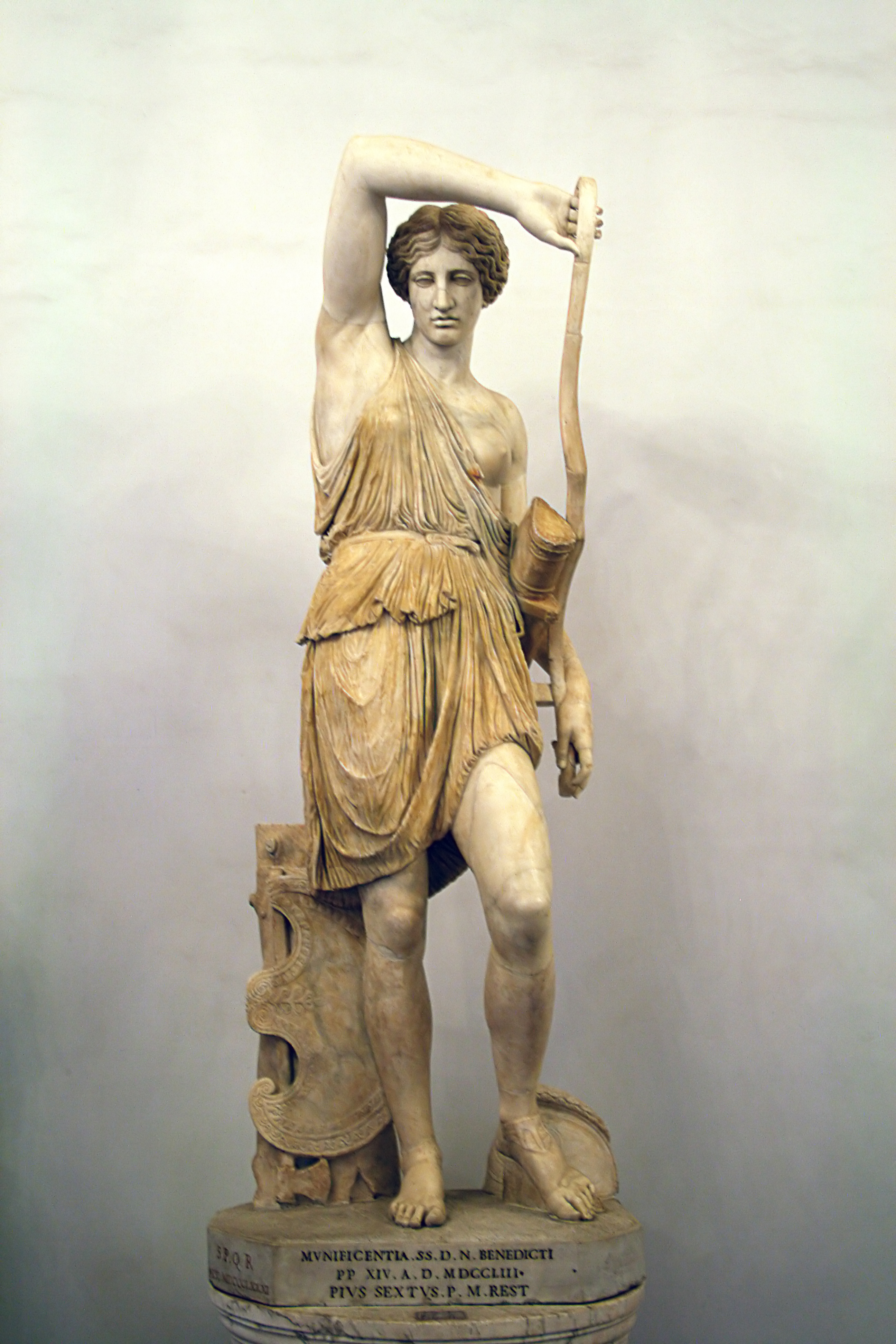
Amazona ferida, Museus Capitolins, Roma
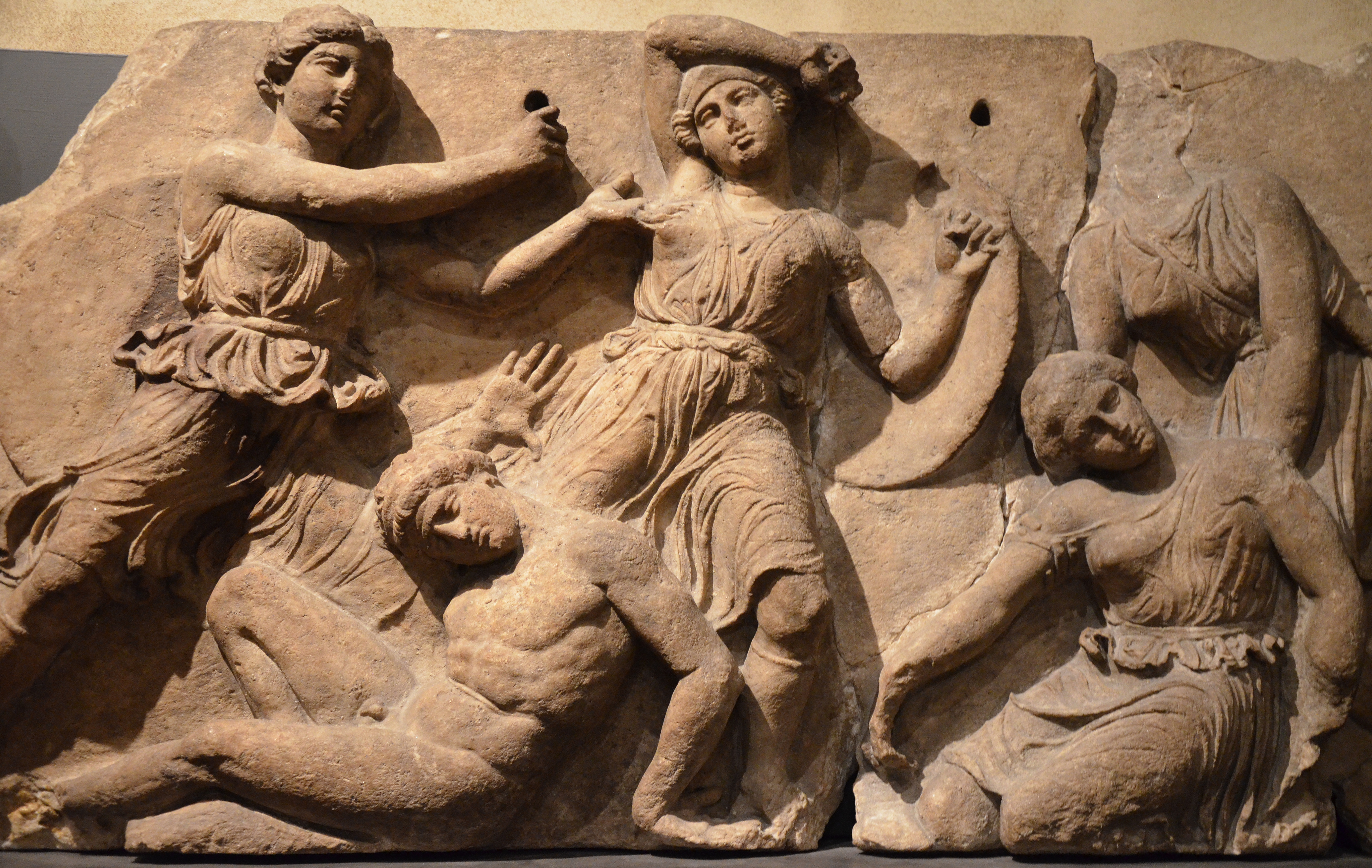
Detall del fris del Temple d'Apol·lo de Figàlia, traslladat al Museu Britànic
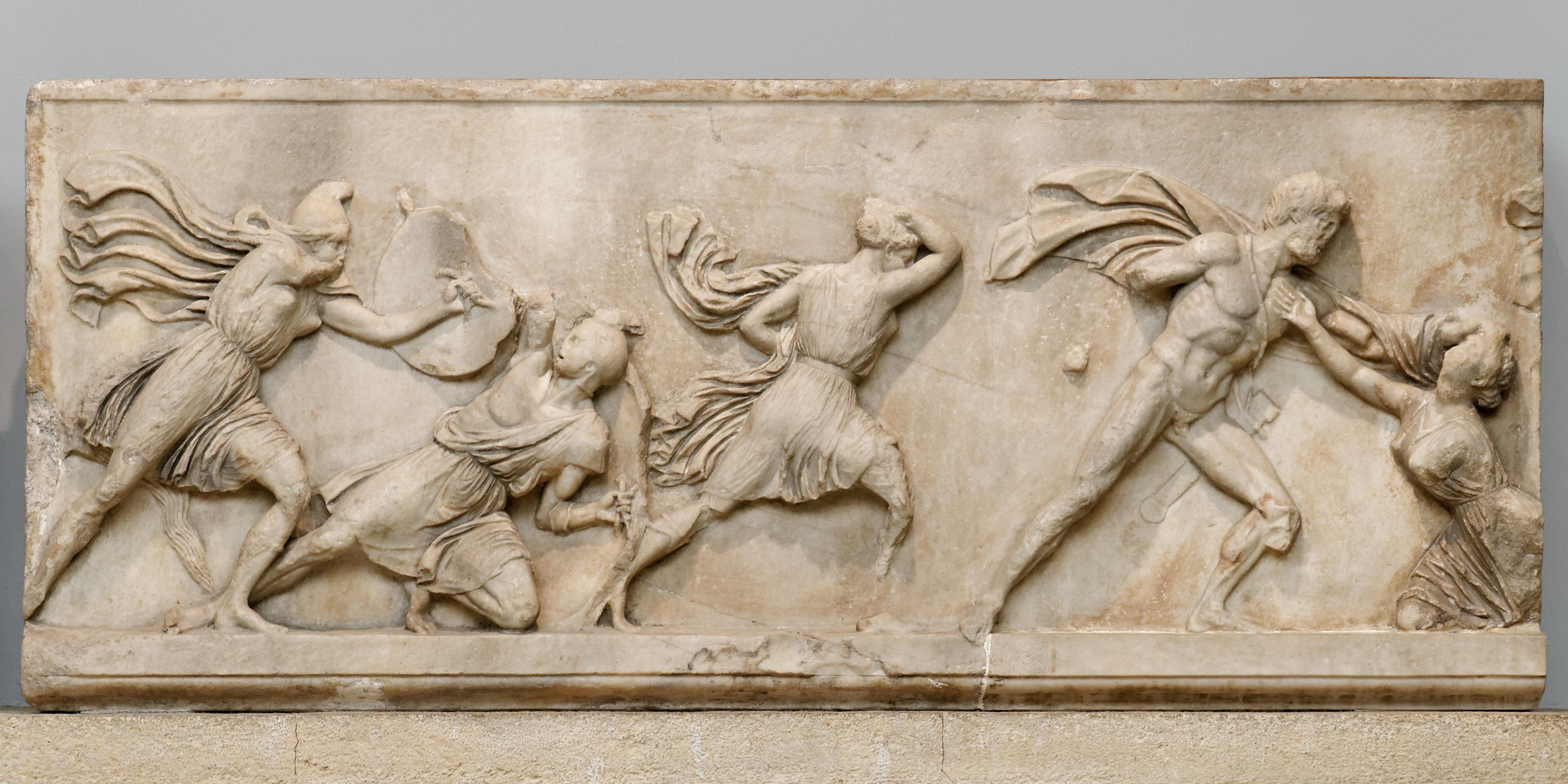
Detall del fris del Mausoleu d'Halicarnàs, Museu Britànic